# ロット＝エ＝ガロンヌ県
ロット＝エ＝ガロンヌ県（ロット＝エ＝ガロンヌけん、仏: Lot-et-Garonne、フランス語: [lɔt‿e ɡaʁɔn]、オック語: Òlt e Garona）は、フランス南西部の県である。ヌーヴェル＝アキテーヌ地域圏に属する。県名はロット川とガロンヌ川に由来する。県民はロット＝エ＝ガロンネ (Lot-et-Garonnais) と呼ばれる。

## 歴史
フランス革命期の1790年3月4日に設置された83県のひとつである。それ以前はギュイエンヌ州とガスコーニュ州の一部であった。1808年にアジャン郡とヴィルヌーヴ＝シュル＝ロット郡の南東部の小郡が分離し、タルヌ＝エ＝ガロンヌ県に編入された。

革命以前の旧州で色分けされた地図:
アジャネ
バザデ
コンドモワ
アルマニャック
ペリゴール

## 地理
現在はアキテーヌ地域圏に所属し、ロット県、タルヌ＝エ＝ガロンヌ県、ジェール県、ランド県、ジロンド県、ドルドーニュ県と隣接する。北部は石灰岩の丘陵からなる。ロット川とガロンヌ川の間には、多くの谷で侵食された台地がある。西部には、砂地にフランスカイガンショウが植えられたランドの森が広がる。この森からアジャンにかけて、アルブレという起伏の激しい地域がある。

## 人口統計
1870年の普仏戦争から第一次世界大戦の間に県人口は51206人、全体で16.4%減少した（同時期に国内人口は10%増加した）。2つの大戦間である1921年から1936年の間には、人口は5.33%増加した（国内人口は6.9%増加）。
フランスの他県と同様、ロット＝エ＝ガロンヌも第二次世界大戦後に人口ブームを経験したが、弱いものだった。1946年から2007年までの人口増加率は、全国平均が57%であったのに比べ、22.12%だった。
| 1968年  | 1975年  | 1982年  | 1990年  | 1999年  | 2006年  | 2007年  |
| ------- | ------- | ------- | ------- | ------- | ------- | ------- |
| 290 592 | 292 616 | 298 522 | 305 989 | 305 380 | 322 283 | 324 159 |

出典: SPLAF、2006年以降INSEE

### 主なコミューン
| コミューン                               | 人口 2011 | 人口 1999 | 変遷 2011/1999 | コミューン                         | 人口 2011 | 人口 1999 | 変遷 2011/1999 |
| ---------------------------------------- | --------- | --------- | -------------- | ---------------------------------- | --------- | --------- | -------------- |
| アジャン                                 | 33,620    | 30,199    | 11,3 %         | ネラック                           | 7,106     | 6,786     | 4,7 %          |
| ヴィルヌーヴ＝シュル＝ロット             | 23,232    | 22,801    | 1,9 %          | サント＝リヴラード＝シュル＝ロット | 6,182     | 5,866     | 5,4 %          |
| マルマンド                               | 18,218    | 17,194    | 6,0 %          | ボンナンコントル                   | 6,151     | 5,758     | 6,8 %          |
| ル・パサージュ                           | 9,389     | 8,811     | 6,6 %          | ボエ                               | 5,439     | 4,504     | 20,8 %         |
| トナン                                   | 8,866     | 9,041     | -1,9 %         | フューム                           | 5,154     | 5,413     | -4,8 %         |
|                                          |           |           |                | フレロンヌ                         | 5,095     | 4,597     | 10,8 %         |
| Source : Insee (pour la population 2011) |           |           |                |                                    |           |           |                |

## 経済
食品加工、化学、医薬品が主要な産業である。
県南東部のアルマニャック、北端のコート・ド・デュラス（ボルドーワインのブドウ畑が延長している）はワイン産地である。ガロンヌ川北側では穀物栽培と家畜の飼育が盛んである。谷では園芸作物と果樹（アジャンのプラムが有名）が行われる。県の工業中心地としてはマルマンド、トナン、フュメル、アジャンがあげられる。工業は多様で中規模である。ボルドー＝トゥールーズ間の交通軸（運河、TGV路線、高速道）が県を通過する。ロット＝エ＝ガロンヌは、国内においてキウィフルーツ、ヘーゼルナッツ、イチゴの一大産地である。

## 出身者
- フランソワ・ダルラン（ヴィシー政権副首相、海軍大将）

## ギャラリー

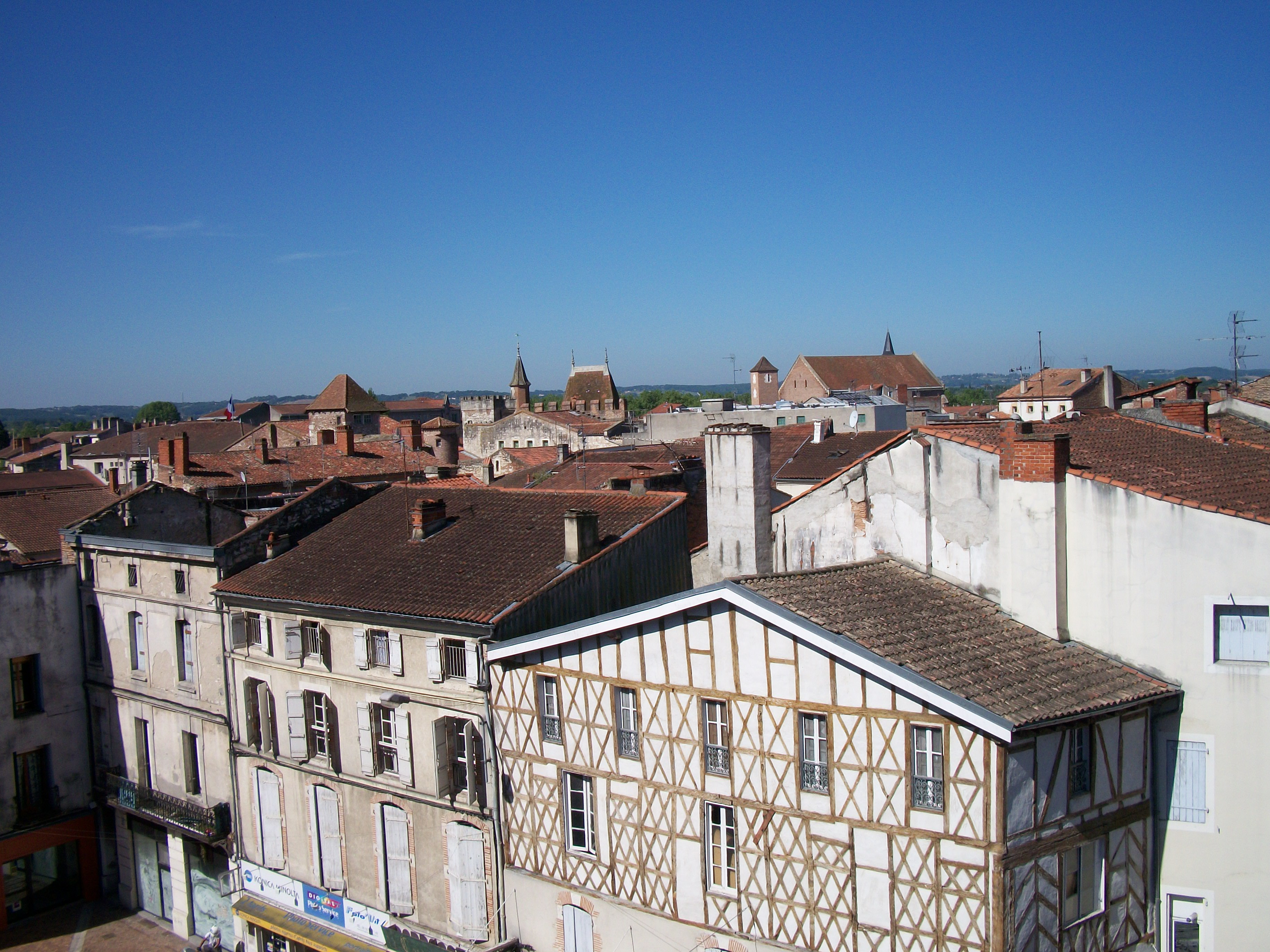
アジャン
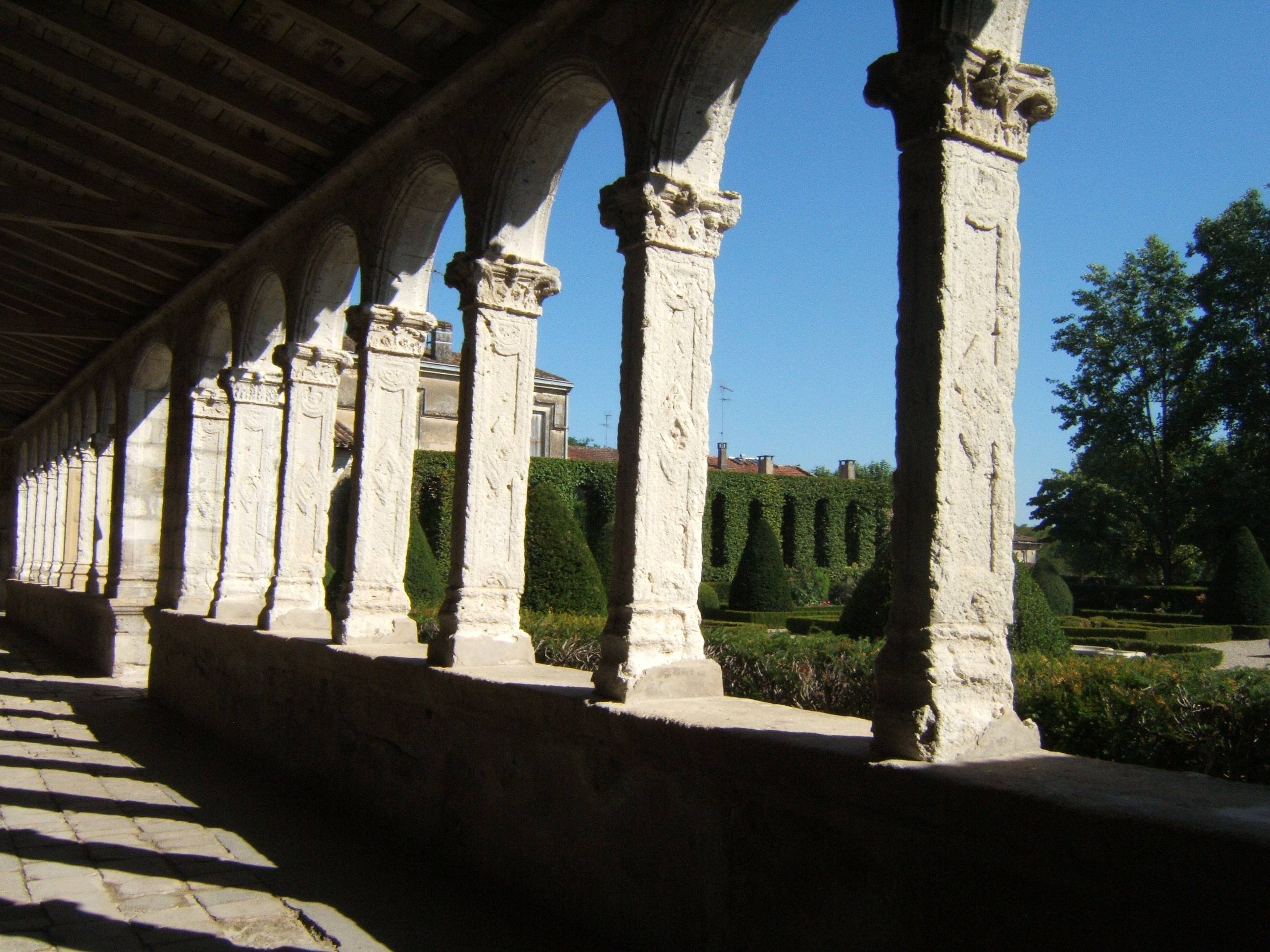
マルマンド
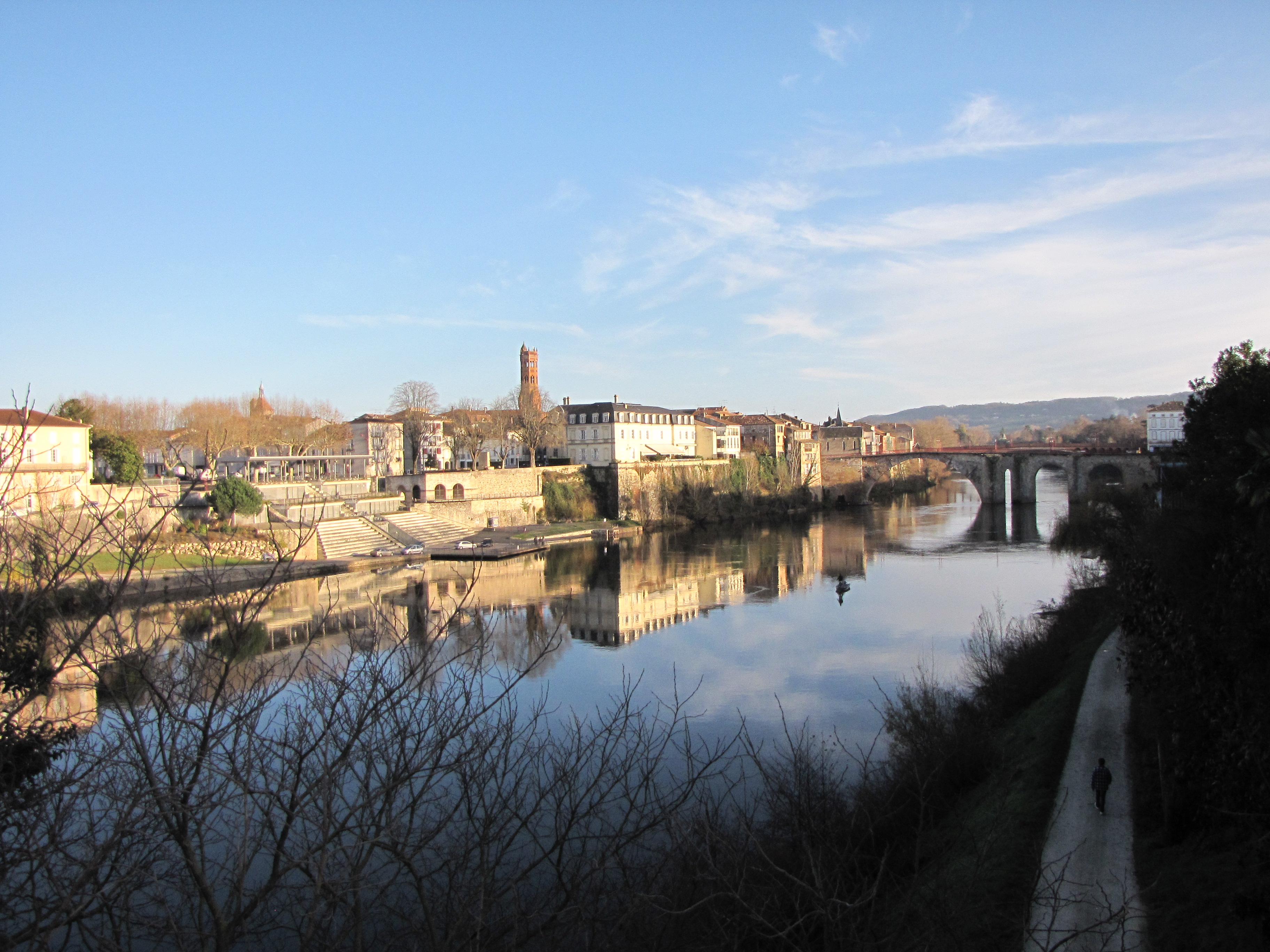
ヴィルヌーヴ＝シュル＝ロット
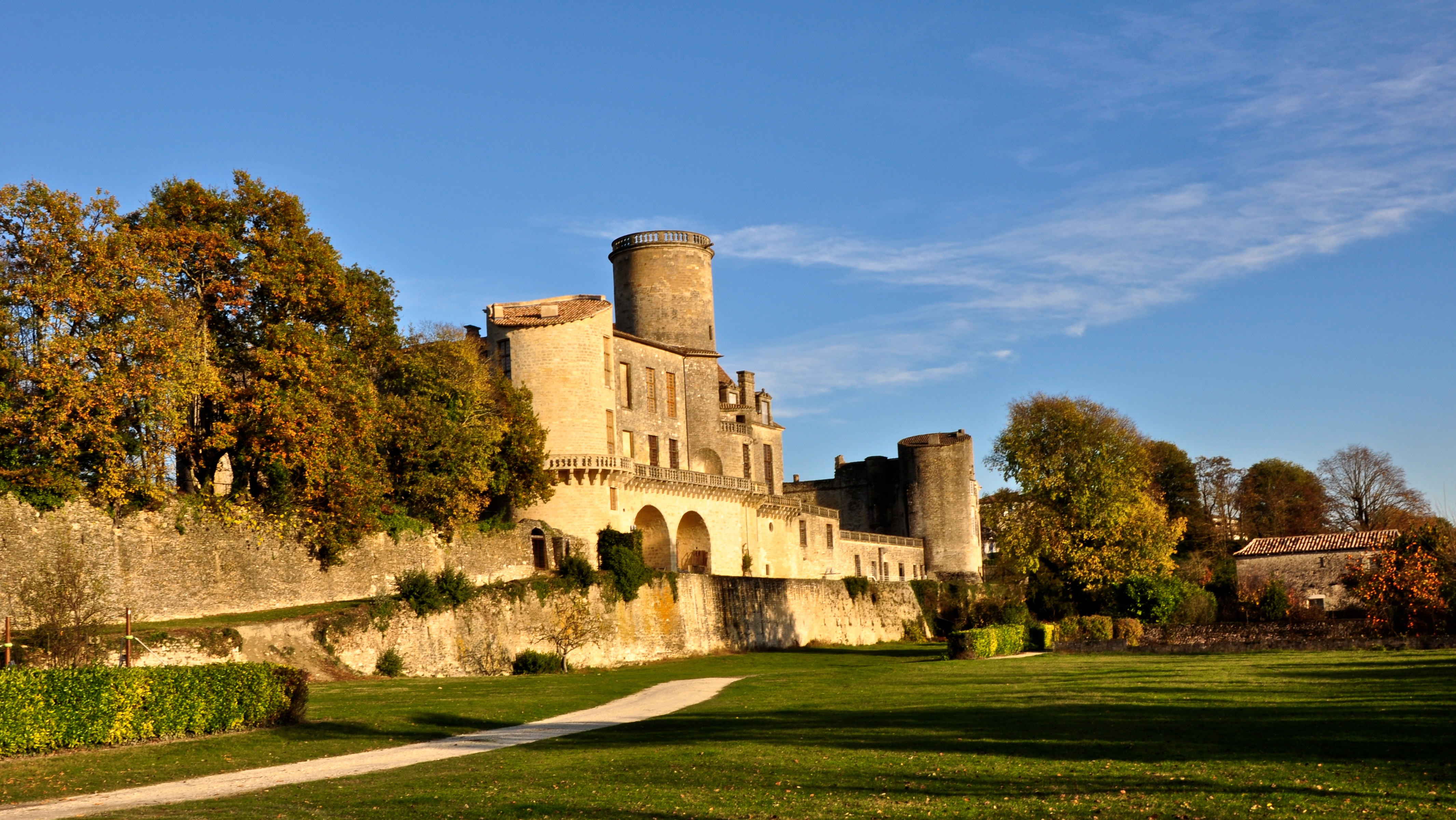
デュラス
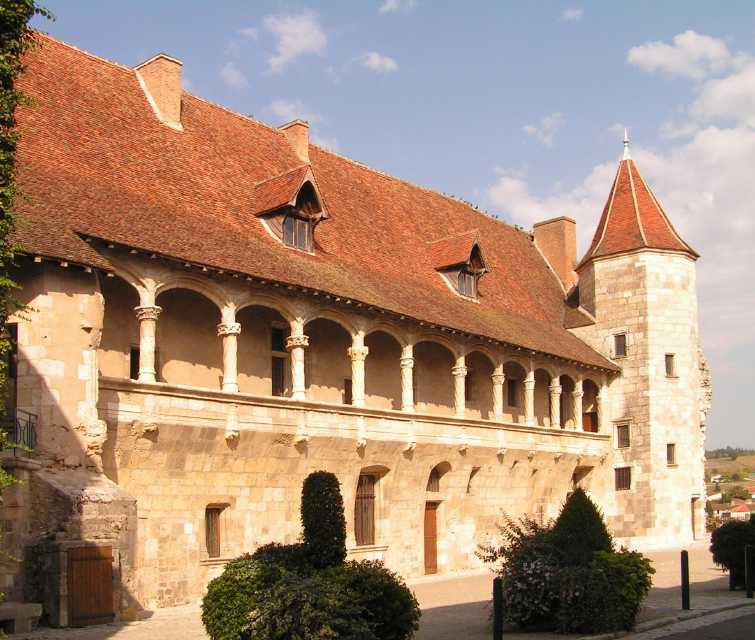
ネラック
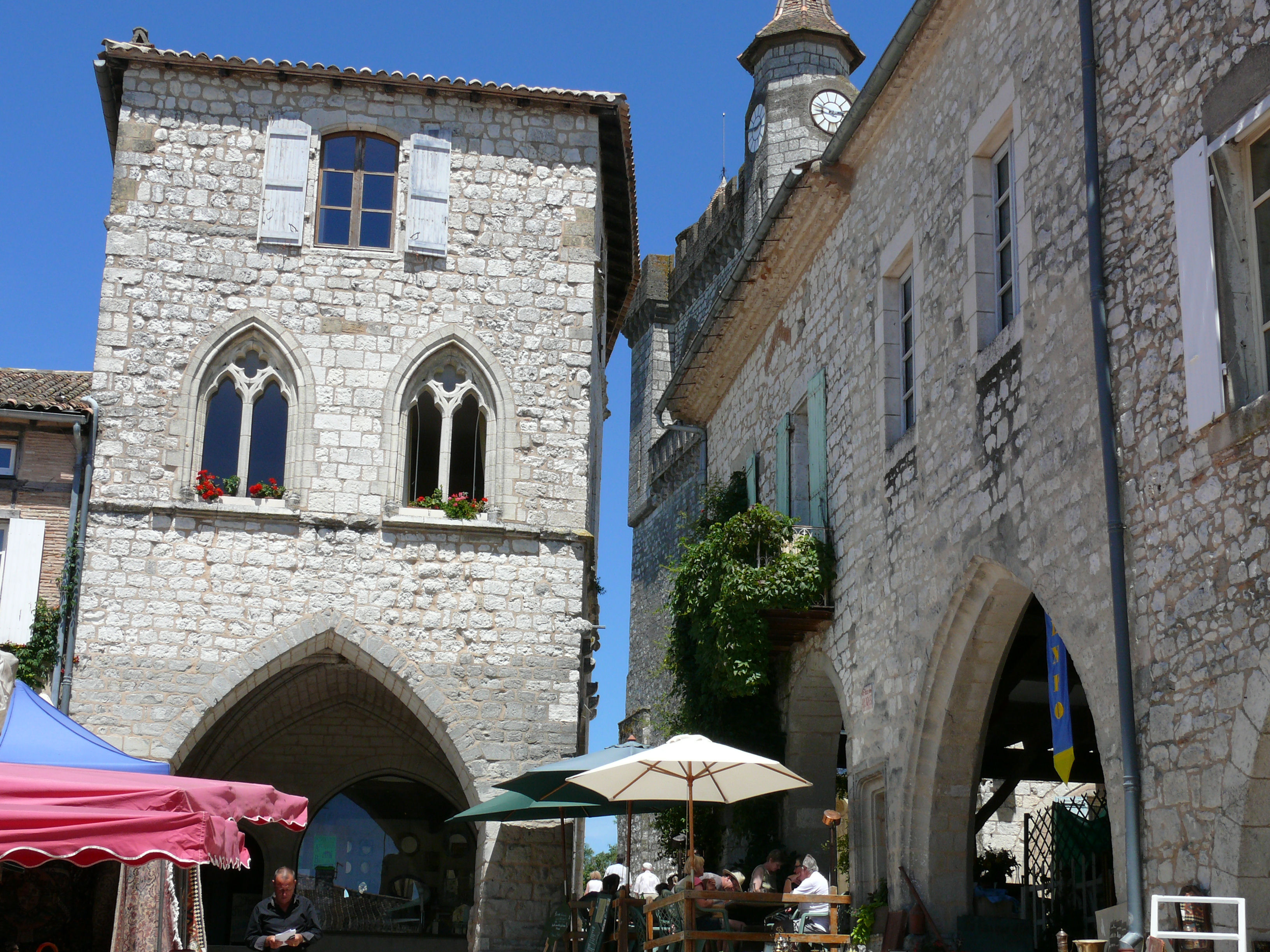
モンフランカン